# کی کی منون
کی کی منون (به انگلیسی: Kay Kay Menon) (زاده ۲ اکتبر ۱۹۶۶) بازیگر هندی است.
از فیلم‌هایی که وی در آن نقش داشته‌است می‌توان به سینگ بله می‌گوید اشاره کرد.

## فیلم‌شناسی
فهرست برخی از فیلم‌هایی که کی کی منون در آن‌ها به ایفای نقش پرداخته‌است:
- سینگ بله می‌گوید
- دیوار
- نوزاد
- سرکار
- پرواز جت
- درونا
- بمبئی مخملی
- شاهید
- زندگی در مترو
- حمله قاضی
- پرندگان شاد
- لباس سیاه
- بمبئی زندگی من
- سفر ماه عسل با پی‌وی‌تی.ال‌تی‌دی
- شاهرخ گفت تو خوشگلی
- هزار آرزو مثل این
- ای‌بی‌سی‌دی
- فقط
- شجاعت
- شرکت
- نسیم
- راجا ناتوارلال